# Julian Alvery Gascoigne
Sir Julian Alvery Gascoigne, britanski general, * 1903, † 1990.